# Castello di Thiene
Il castello di Thiene, chiamato anche palazzo (o villa) Porto Colleoni Thiene, si trova a Thiene, nella pedemontana vicentina.
La denominazione "castello" non è propriamente corretta, anche se la struttura lo ricorda, viste le due torri laterali e la cinta di mura merlata; sarebbe più opportuno definirlo palazzo o, meglio ancora villa, dato che è un ottimo esempio di residenza di campagna pre-palladiana.
In ogni caso resta un unicum nel suo genere, visto che si colloca appunto tra il castello medievale e la villa palladiana.
Viene definito "castello" perché nella memoria della popolazione locale è stato sempre chiamato così.

## Storia

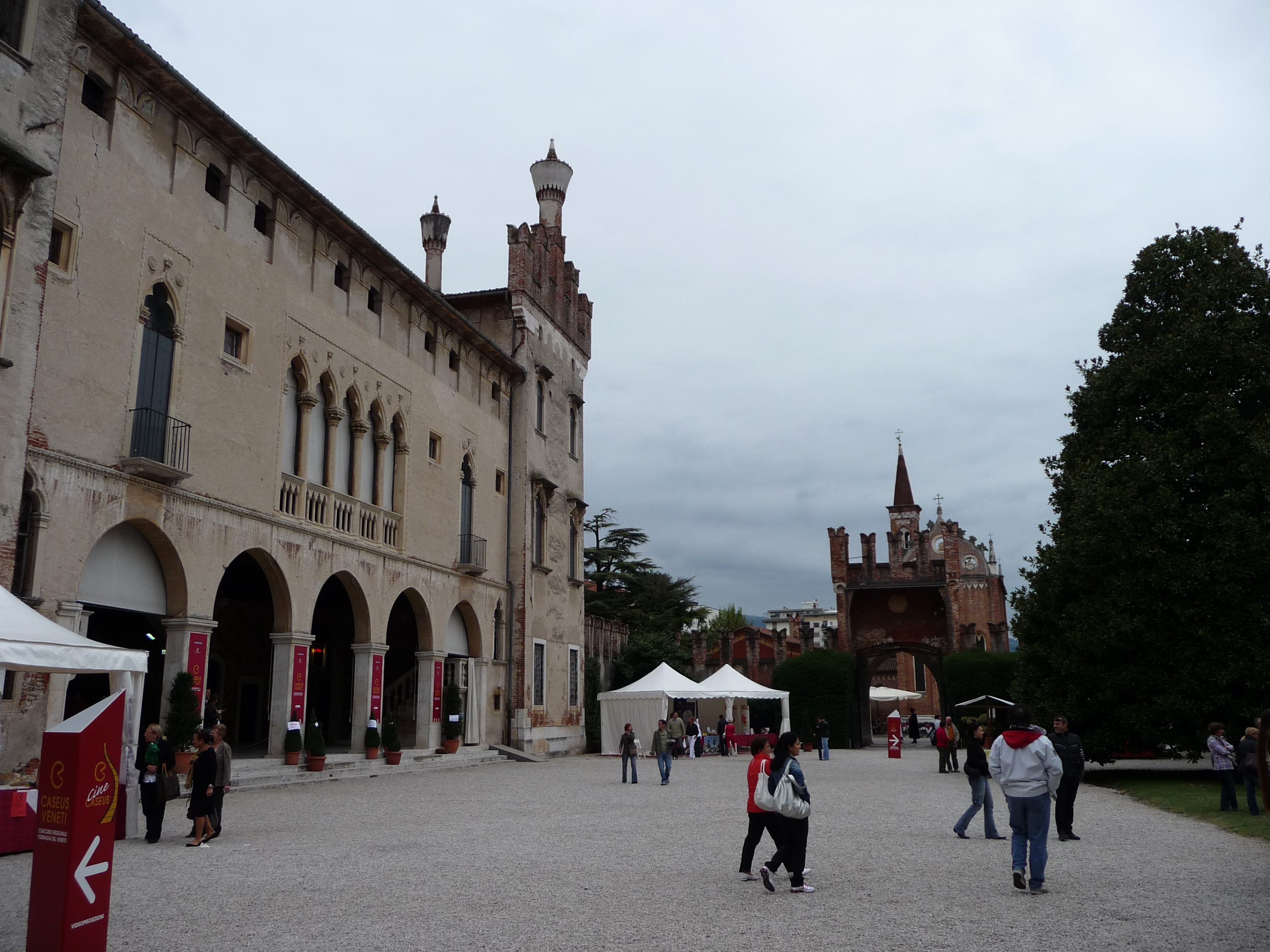
Il cortile del castello

La struttura, costruita durante il XV secolo per volere di Francesco Porto seniore (uno dei più ricchi signori di Vicenza dell'epoca), deriva dalla tarda architettura medievale del palazzo gotico veneziano: il corpo centrale, planimetricamente sagomato a T e le due ali più elevate aggettanti, rimandano chiaramente al Fondaco dei Turchi a Venezia.
In origine il palazzo di Thiene fu costruito come casa fondaco per l'immagazzinamento dei prodotti agricoli del territorio circostante; tale funzione si intuisce anche dai 5 grandi archi a tutto sesto del pianterreno e dalla grande pentafora (una delle poche presenti in terra ferma al di fuori di Venezia) affiancata da due monofore del primo piano necessarie per dare luce e aria ai prodotti immagazzinati.
Nel corso del Cinquecento l'edificio venne sopraelevato con la creazione del secondo piano, destinato a magazzino, ottenuto dalla chiusura delle merlature sul corpo centrale e l'installazione di un tetto spiovente; quindi il primo piano venne trasformato in piano nobile, arredato ed abitato. Anche le ali laterali vennero sopraelevate, mantenendosi più elevate ed aggettanti rispetto al corpo centrale; conservando, inoltre, la merlatura originaria.
Le due differenti fasi di costruzione sono bene visibili nelle ali laterali: mentre le finestre del primo piano sono gotiche, le finestre del secondo piano sono rinascimentali. L'opera di sopraelevazione, assieme alla costruzione dei due scaloni simmetrici ai lati della loggia che portano al piano superiore e della cinta muraria merlata sono opera di Francesco Porto junior, nipote del seniore.
La famiglia Porto mantenne la proprietà del castello fino al 1816, quando venne ereditato dalla famiglia Colleoni, che a sua volta mantenne la proprietà per tre generazioni fino al 1918, quando venne definitivamente ereditato dalla famiglia di Thiene, attuale proprietaria del castello.

## Affreschi  e dipinti

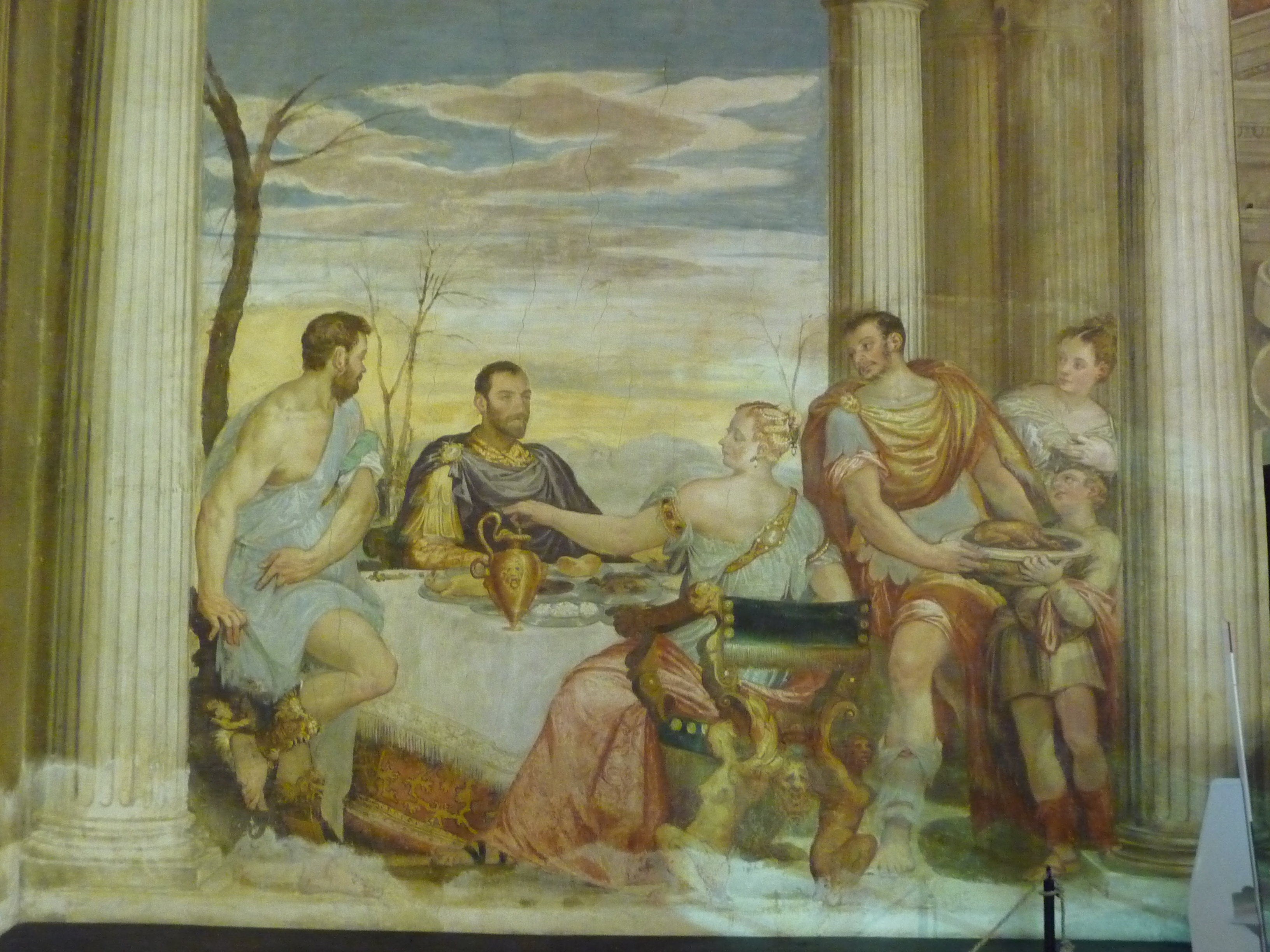
Affreschi del salone (dettaglio)

Al pianterreno, si trova il "camerone del Camino", sala interamente affrescata da Giovanni Battista Zelotti e Giovanni Antonio Fasolo; i due pittori sono i più noti allievi di Paolo Veronese (al quale in precedenza erano stati attribuiti i medesimi affreschi).
Le scene narrate rappresentano quattro episodi di storia romana tratti dal "Ab Urbe condita libri" di Tito Livio: L'incontro fra Massinissa e Sofonisba, Porsenna e Muzio Scevola, Il convitto di Cleopatra, La clemenza di Scipione.

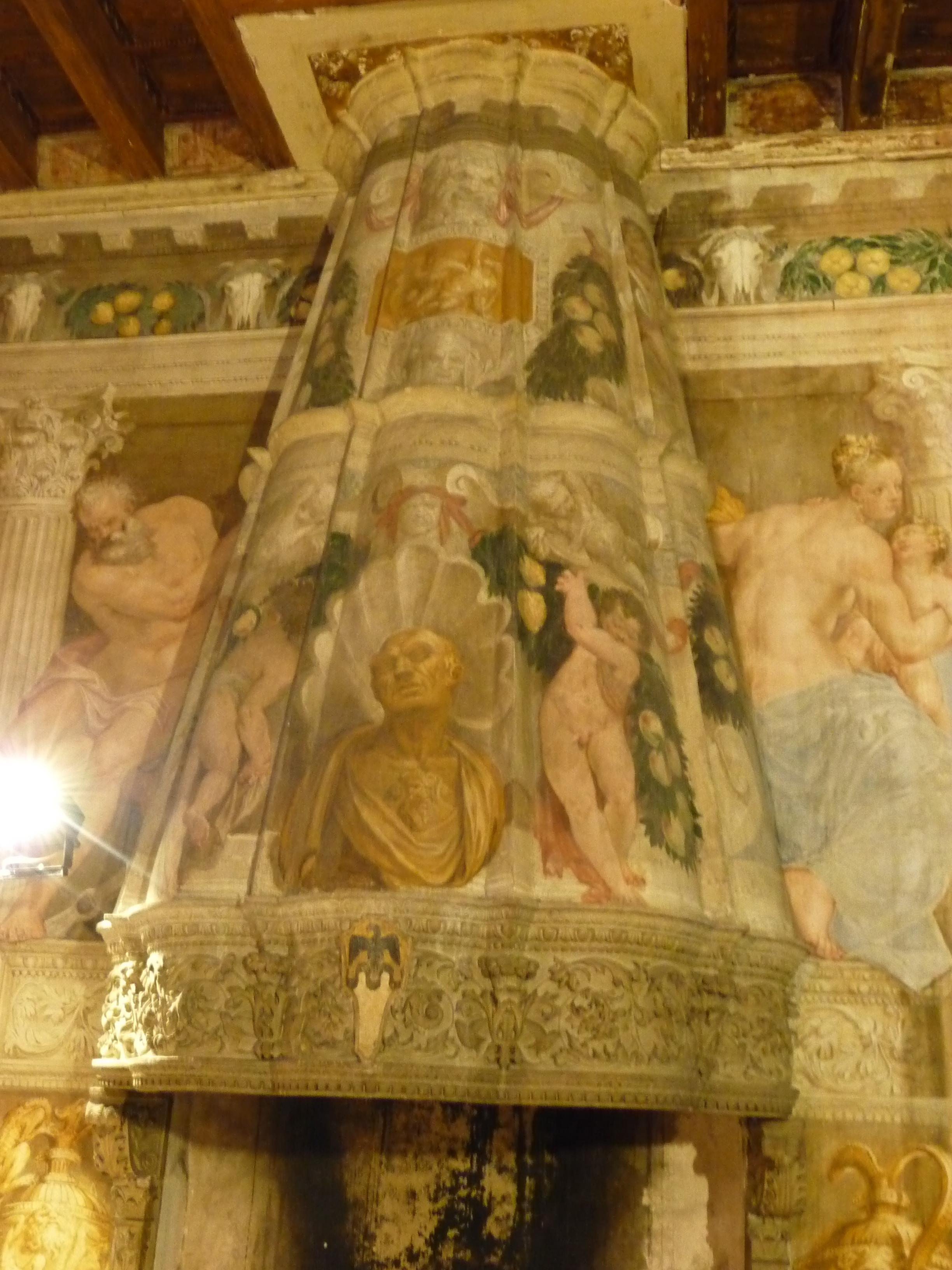
Camino affrescato nel salone al piano terreno (Camerone del camino)
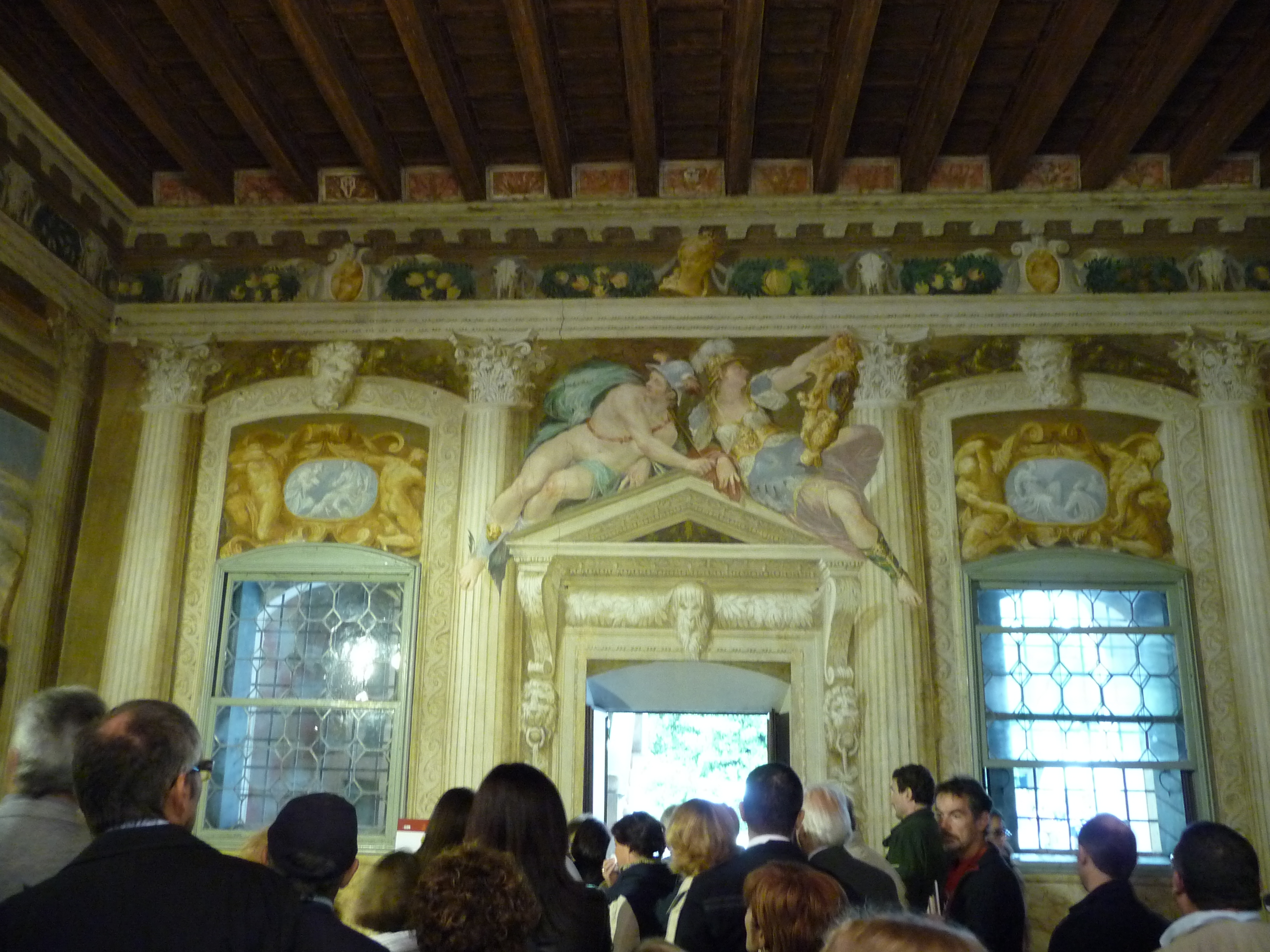
Affreschi del salone
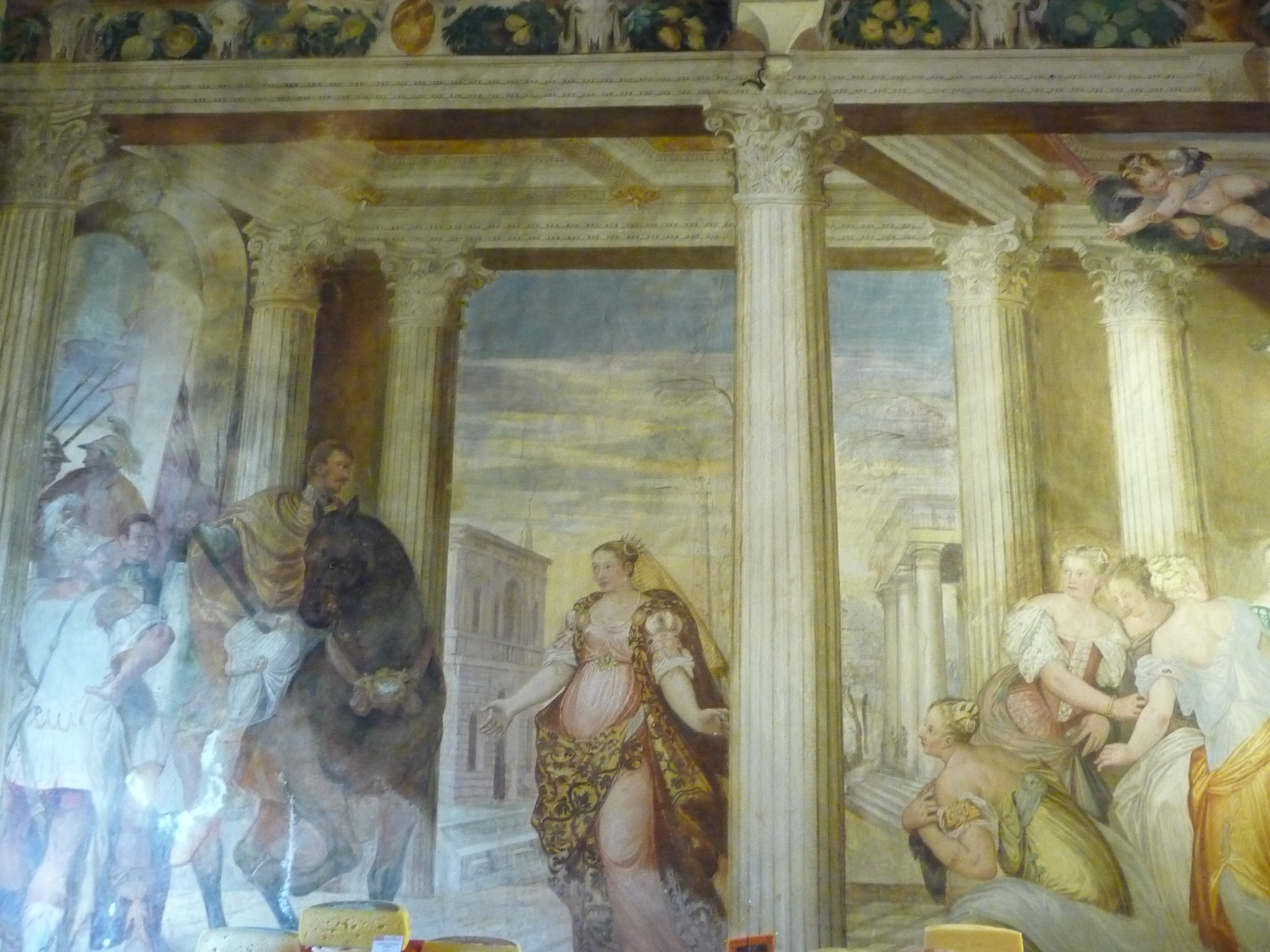

Sempre al piano terra nel salottino azzurro, si conserva il dipinto del bergamasco Ponziano Loverini, lavoro del 1876 intitolato L'ultimo saluto del Colleoni alla figlia Medea.

## Scuderia

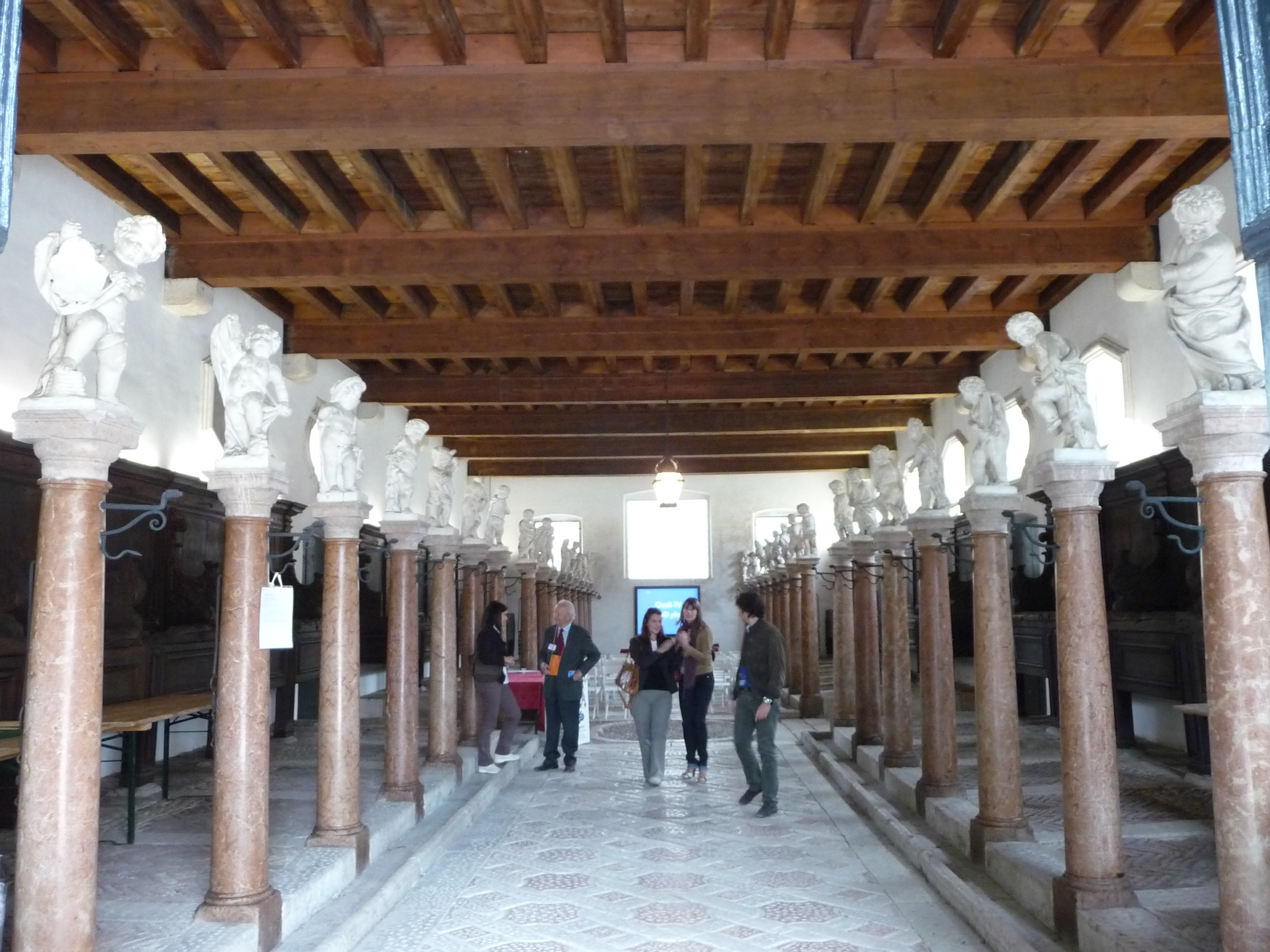
Le scuderie

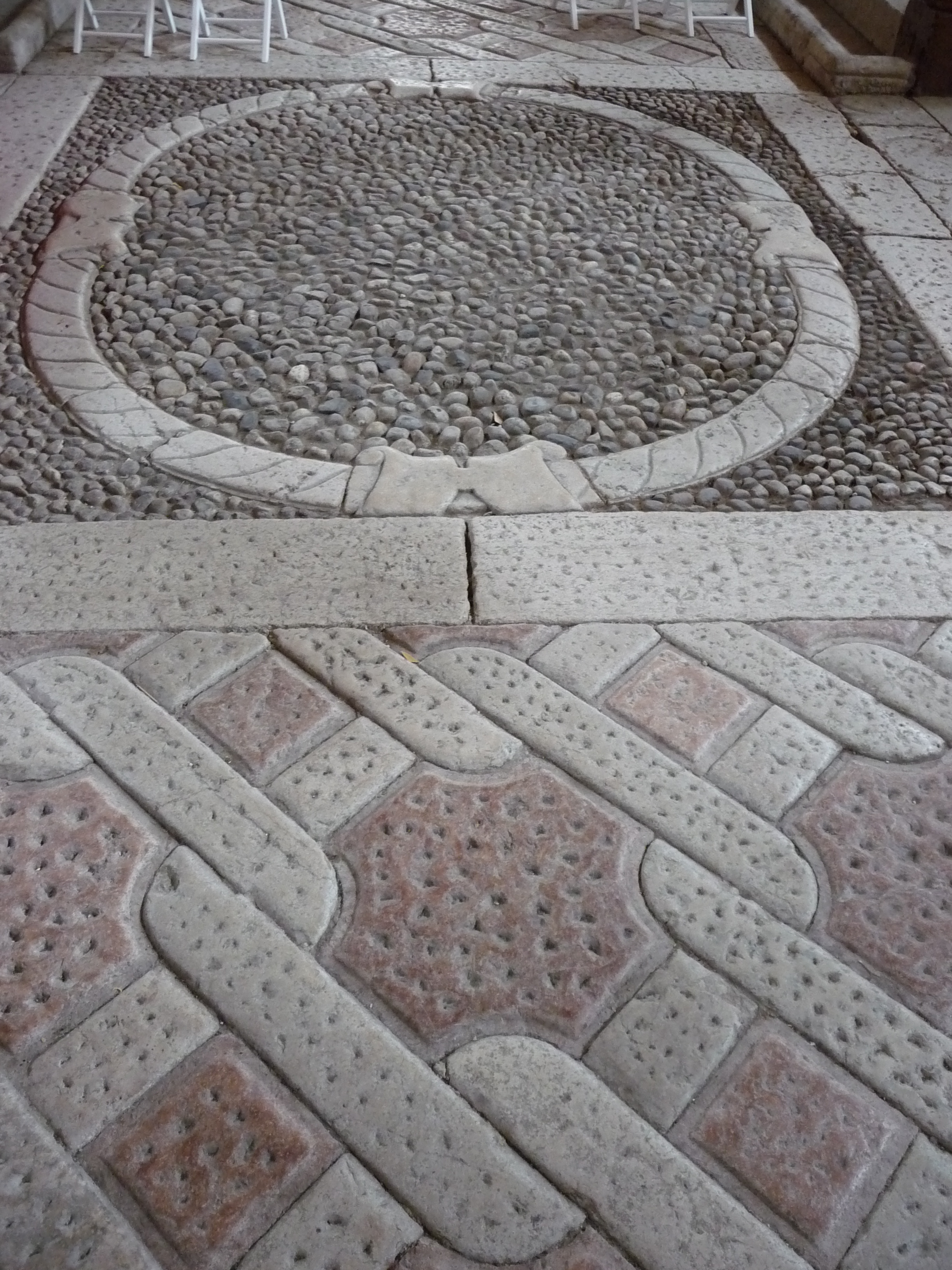
Dettaglio della pavimentazione delle scuderie

Edificata nella prima metà del XVIII secolo su disegno, secondo la tradizione, di Francesco Muttoni, la scuderia presenta 32 stalli, 16 per lato.
La scuderia è un esempio di straordinario razionalismo del secolo illuminista e presenta dettagli estremamente elaborati: i ferri battuti sulle colonne dove venivano appesi i finimenti dei cavalli, le mangiatoie degli stalli in legno e i divisori intagliati. Una particolarità è costituita dai ferri sul lato interno della colonna, utilizzati come cursori, per permettere allo stalliere di sollevare il battifianco che separava i cavalli e passare da uno stallo all'altro senza dover scendere e risalire; consentiva inoltre al cavallo di ruotare e quindi uscire frontalmente.
Per una maggiore aderenza agli zoccoli, il pavimento presenta un complesso disegno a catena in pietra martellina bianca e rosa nella corsia centrale e un ciottolato sia nella parte anteriore dello stallo che al centro della scuderia dove il cavallo veniva strigliato. Le colonne, che dividono gli stalli, sono in marmo rosso e i putti soprastanti sono in pietra di Vicenza.
Al centro della scuderia, vicino alla porta di sinistra c'è un condotto che permetteva allo stalliere, la cui residenza era nell'edificio a fianco, di essere in costante comunicazione con la scuderia.
Nel cortile, alla destra della facciata, vi è la vera da pozzo, il cui disegno è attribuito ad Andrea Palladio.

## Oratorio della Natività della Vergine

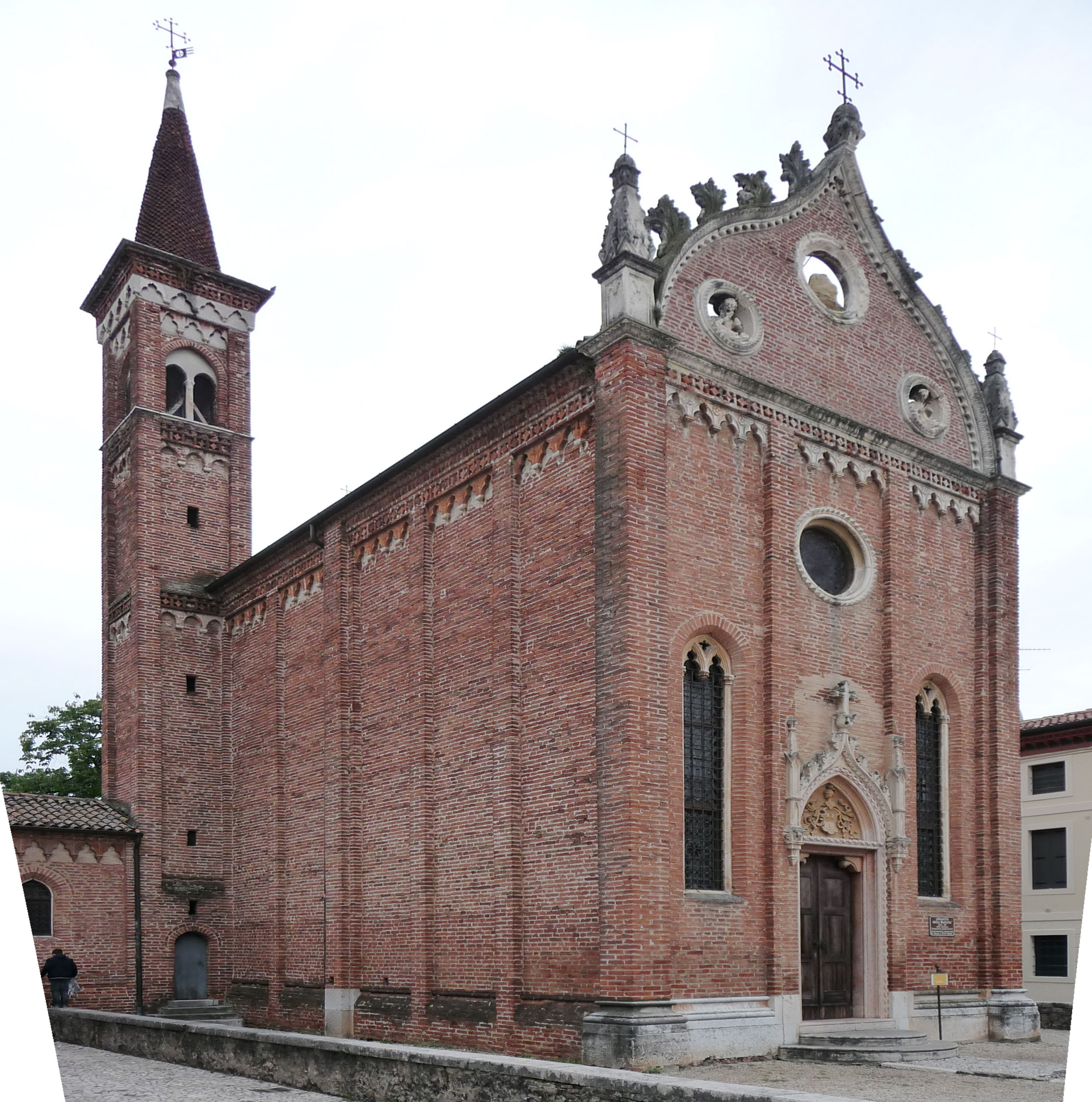
Oratorio della Natività della Vergine, cappella gentilizia del castello

Nei pressi del castello, appena fuori della cinta fortificata, in corso Garibaldi, sorge l'oratorio della Natività della Vergine, nota in città come Chiesetta Rossa (Ceseta rossa). Edificato nel 1476, era la cappella gentilizia del castello di Thiene, tipico esempio di architettura gotica con elementi lombardeschi.

## Filmografia
Alcune scene del film Il mercante di Venezia, con Al Pacino e Jeremy Irons, sono state girate all'interno del Castello di Thiene.
Esso è anche location principale dell'horror italiano La notte che Evelyn uscì dalla tomba.